# Premio Meša Selimović
Il Premio Meša Selimović (in serbo Награда Меша Селимовић?, Nagrada Meša Selimović) è un premio letterario serbo creato nel 1988 in memoria dello scrittore Meša Selimović. Originariamente veniva conferito all'autore del miglior romanzo dell'anno secondo il giornale Večernje novosti e l'Associazione degli editori e dei librai della Serbia e del Montenegro; dal 2006 è invece conferito all'autore del miglior romanzo o raccolta di poesie secondo il giornale Večernje novosti e l'Associazione degli editori e dei librai della sola Serbia.

## Vincitori
- 1988: Dubravka Ugrešić per Forsiranje romana rijeke e Milorad Pavić per Predeo slikan čajem
- 1989: Slobodan Selenić per Timor mortis
- 1990: Svetlana Velmar-Janković per Lagum
- 1991: Radoslav Bratić per Strah od zvona
- 1992: Ivan V. Lalić per Pismo
- 1993: Radoslav Petković per Sudbina i komentari
- 1994: Dragan Jovanović Danilov per Živi pergament
- 1995: Antonije Isaković per Gospodar i sluge
- 1996: Dobrica Ćosić per Vreme vlasti (Le Temps du pouvoir)
- 1997: Goran Petrović per Opsada crkve Svetoga Spasa
- 1998: Dobrilo Nenadić per Despot i žrtva
- 1999: Milosav Tešić per Sedmica
- 2000: Radovan Beli Marković per Liminacija u ćelijama
- 2001: Danilo Nikolić per Jesenja svila
- 2002: Rajko Petrov Nogo per Nedremano oko
- 2003: Vojislav Karanović per Svetlost u naletu
- 2004: Stevan Raičković per Fascikla 1999/2000
- 2005: Miro Vuksanović per Semolj zemlja
- 2006: Novica Tadić per Neznan
- 2007: Dragan Velikić per Ruski prozor[1]
- 2008: Petar Sarić per Sara e Vladimir Kecmanović per Top je bio vreo[2]
- 2009: Živorad Nedeljković per Ovaj svet[3]
- 2010: Vladan Matijević per Vrlo malo svetlosti[4]
- 2011: Dejan Aleksić per Jedino vetar[5]
- 2012: Aleksandar Gatalica per Veliki rat[6]
- 2013: Ivan Negrišorac per Kamena čtenija e Slobodan Vladušić per Mi, izbrisani[7]
- 2014: Enes Halilović per Zidovi[8][9]
- 2015: Milisav Savić per La sans pareille
- 2016: Vladislav Bajac per Hronika sumnje e Mirko Demić per Ćutanja iz Gore
- 2017: Dejan Ilić per Dolina Plistos
- 2018: Alek Vukadinović per U vatri se bog odmara e Milo Lompar per Crnjanski
- 2019: Vladimir Pištalo per Značenje džokera
- 2020: Igor Marojević per Ostaci sveta
- 2021: Vesna Kapor per Nebo, tako duboko[10]
- 2022: Nebojsa Lapčević per Filatelist[11]
- 2023: Selimir Radulović per Zapis na stubu, Jerusalimskom[12]